# Bérengar de Landore
Bérengar de Landore, francoski dominikanec in nadškof, * 1262, † 1330.
Med letoma 1312 in 1317 je bil mojster reda bratov pridigarjev (dominikancev).
1. 1 2  Nacionalna zbirka normativnih podatkov Češke republike
2. 1 2  opac.vatlib.it
3. 1 2  Lexikon des Mittelalters
4. ↑  NUKAT — 2002.